# Son Servera
Son Servera – gmina w Hiszpanii, w prowincji Baleary, we wspólnocie autonomicznej Balearów, o powierzchni 42,56 km². W 2011 roku gmina liczyła 12 165 mieszkańców.